# Nazionale maschile di pallacanestro dello Zimbabwe
La nazionale di pallacanestro dello Zimbabwe è la rappresentativa cestistica dello Zimbabwe ed è posta sotto l'egida della Federazione cestistica dello Zimbabwe.

## Piazzamenti

### Campionati africani
- 1981 - 11°
- 2015 - 16°

## Formazioni

### Campionati africani
Campionato africano maschile di pallacanestro 20154 Tau. Chitsinde, 5 Taw. Chitsinde, 6 Mungomezi, 7 Pasipamire, 8 Muyambo, 9 Banda, 10 Shenje, 11 Chikoko, 12 Maturure, 13 Mugabe, 14 Hore, 15 Chivanganye,        All. Ellery Pinkerton